# Geron Corporation
A Geron Corporation é uma companhia de biotecnologia sediada em Menlo Park, Califórnia que foca suas pesquisas no alongamento dos telômeros e na prevenção da senescência celular.
A Geron Corporation foi fundada por Michael West em 1990, e suas ações são negociadas na Nasdaq sob o símbolo GERN.